# كاوية لحام

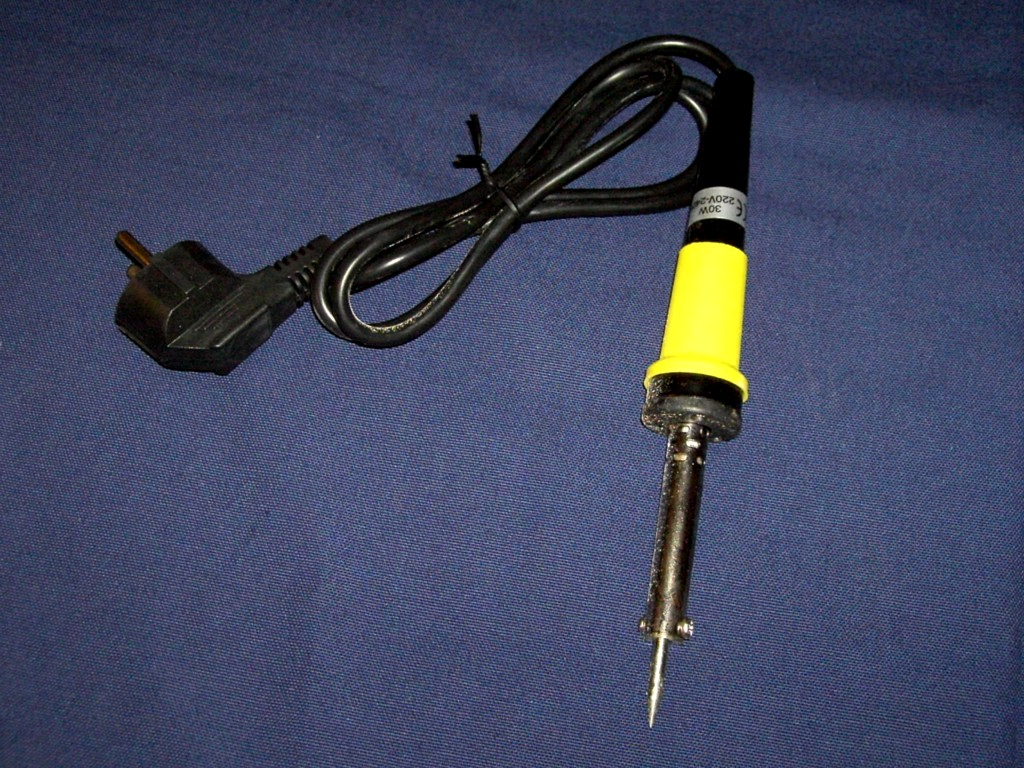
كاوية لحام.

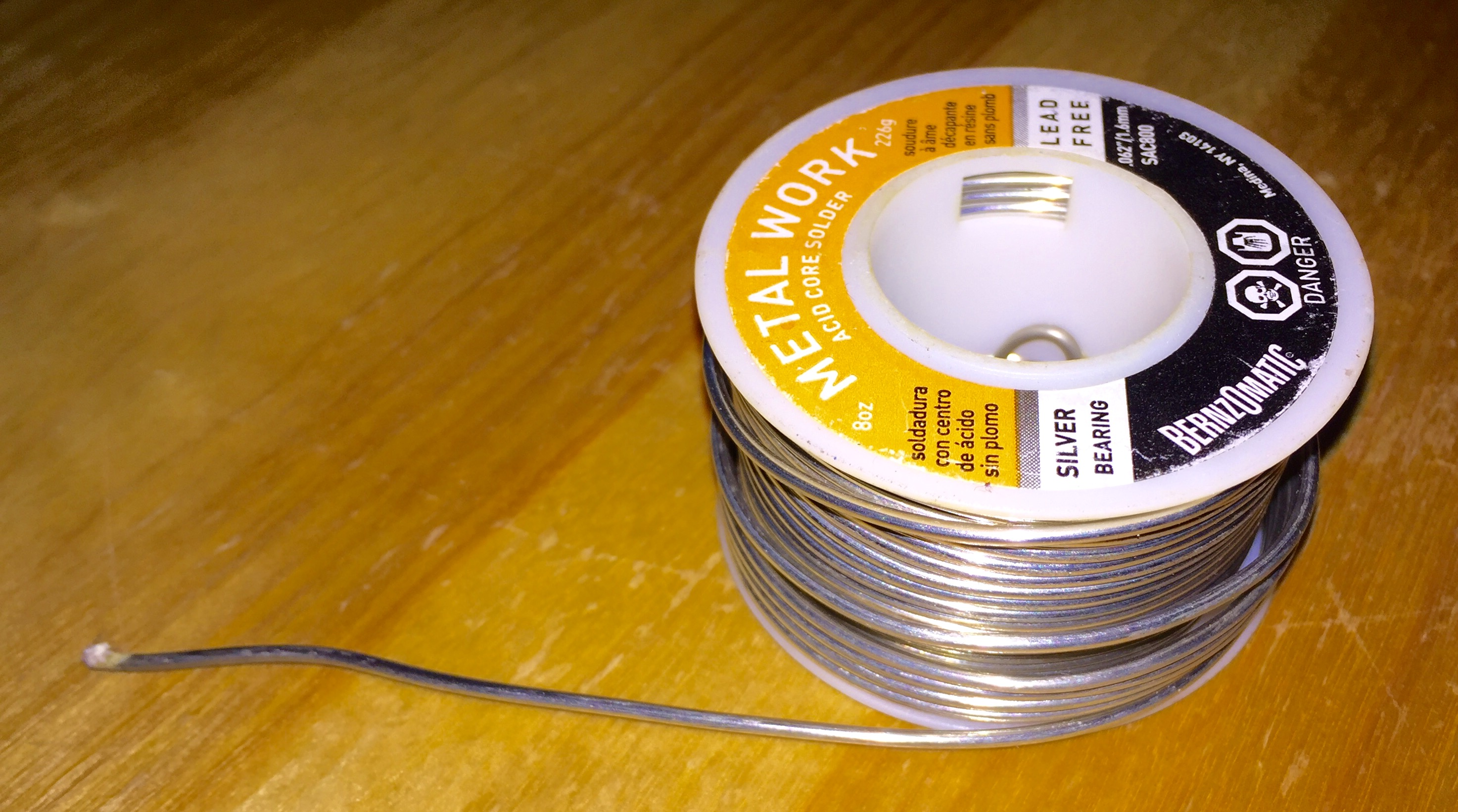
أسلاك لحام القصدير.

كاوية اللحام هي أداة يدوية تستخدم في إنجاز اللحام بالقصدير، وذلك بتقديم الحرارة الكافية اللازمة لصهر الأسلاك المصنوعة من سبيكة لحام القصدير، مما يؤدي إلى سيلانها ثم تصلبها بحيث يؤدي إلى وصل القطع المعدنية المراد لحمها.
تستخدم كاوية اللحام بشكل أساسي في صناعة الإلكترونيات لتركيب وإصلاح القطع الإلكترونية، وذلك على مجال ضيق وفردي، أما على النطاق الصناعي فستخدم طرق أخرى لها قدرة استيعابية أكبر.